# Christina Adler
Christina Adler (* 1980 in Brüssel, Belgien, als Christina Schiewe) ist eine deutsch-brasilianische Filmregisseurin und Drehbuchautorin.

## Leben
Christina Adler (geb. Schiewe) kam in Brüssel, Belgien, als Tochter deutsch-brasilianischer Eltern zur Welt. Sie studierte von 2002 bis 2007 Regie an der Filmakademie Baden-Württemberg. Für ihren Debüt-Langfilm Be my Baby wurde sie 2014 mit dem Förderpreis Neues Deutsches Kino ausgezeichnet sowie für den Grimme-Preis 2015 nominiert. Es folgten eine Reihe von Fernsehfilmen.

## Filmografie (Auswahl)
- 2005: Lena (Kurzfilm, + Drehbuch)
- 2007: Das leichte Leben (Kurzfilm, + Drehbuch)
- 2014: Be my Baby (+ Drehbuch)
- 2016: Weil ich dich liebe
- 2017: Die Hochzeitsverplaner
- 2019: Lotta & der schöne Schein
- 2019: Aus Haut und Knochen
- 2020: Kinder und andere Baustellen
- 2021: Geheimkommando Familie
- 2023: Ich will mein Glück zurück